# Lokomotiv (station MTsK)
Lokomotiv (Russisch: Локомотив) is een station aan het noordoostkwadrant van de kleine ringspoorlijn in de Russische hoofdstad Moskou. Het station is een van de oorspronkelijke stations uit 1908 en is tot 1930 ook gebruikt voor reizigersvervoer onder de naam Tsjerkizovskaja (Russisch: Черкизовская).

## Geschiedenis
In de jaren zestig van de twintigste eeuw werd een masterplan voor de metro gemaakt waarbij het personenvervoer in het noordoostkwadrant zou worden hervat door een metrolijn, de buitenringlijn (lijn 11), parallel aan de spoorlijn te bouwen. Het naastgelegen metrostation Tsjerkizovskaja is wel gebouwd maar als onderdeel van lijn 1 in gebruik genomen.
Begin eenentwintigste eeuw werd besloten het personenvervoer op het noordoostkwadrant te hervatten, echter niet in de vorm van een metro maar door de kleine ringspoorlijn weer geschikt te maken voor reizigersverkeer. Hiertoe werden bij Tsjerkizovskaja nieuwe perrons gebouwd en op 10 september 2016 werd het reizigersverkeer onder de naam centrale ringlijn en lijnnummer 14 hervat. Het station kreeg bij de opening de naam Lokomotiv, als verwijzing naar de voetbalclub Lokomotiv Moskou, waarvan het stadion naast het station staat.

## Galerij

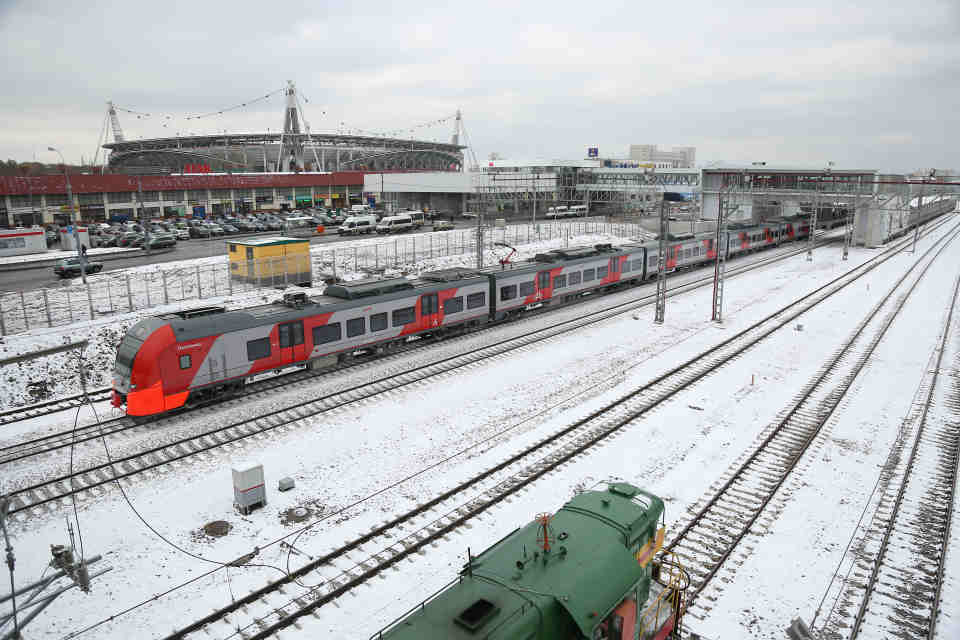
De stations en het Lokomotivstadion gezien uit het zuidoosten
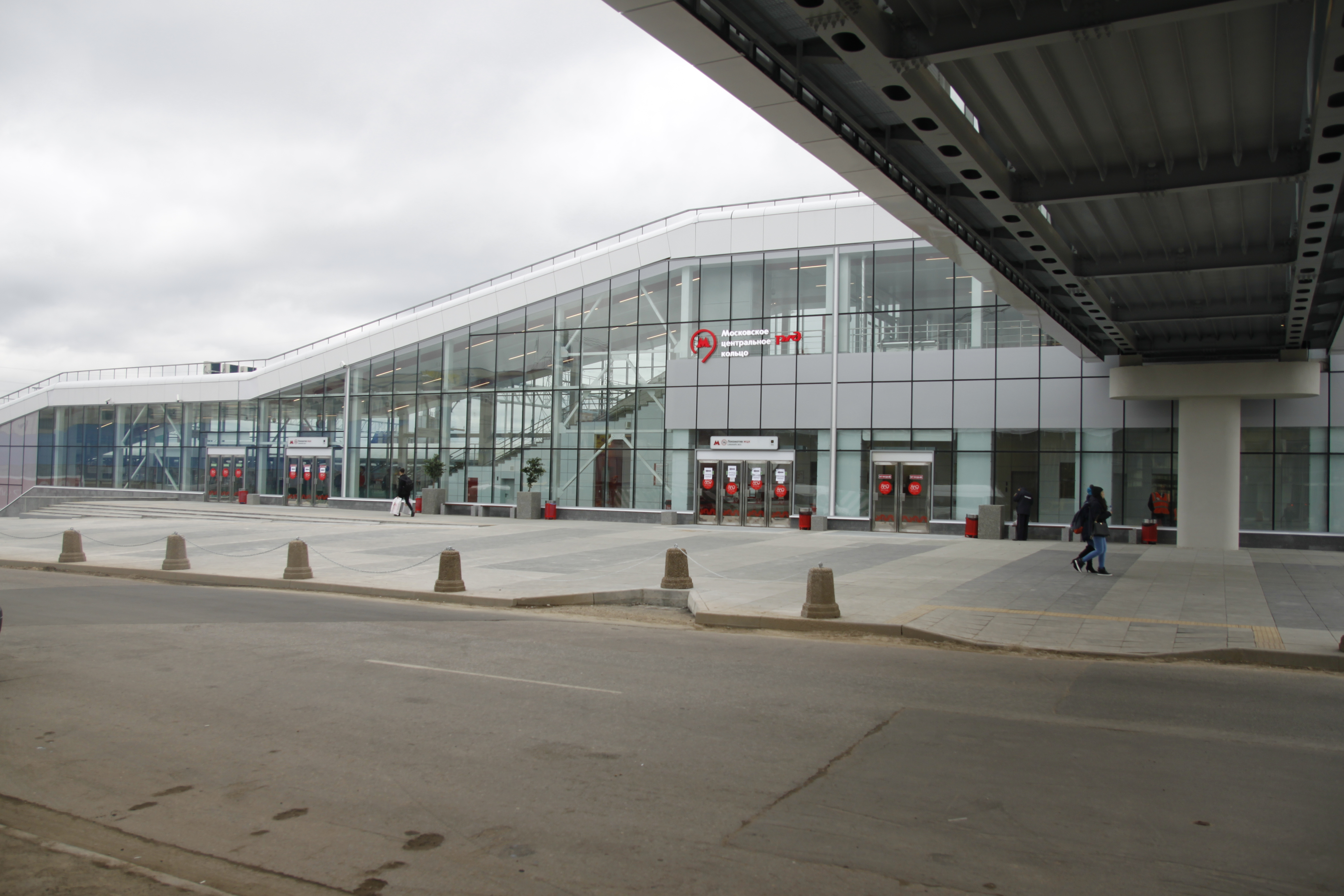
Westgevel van het station gezien uit het metrostation Tsjerkizovskaja
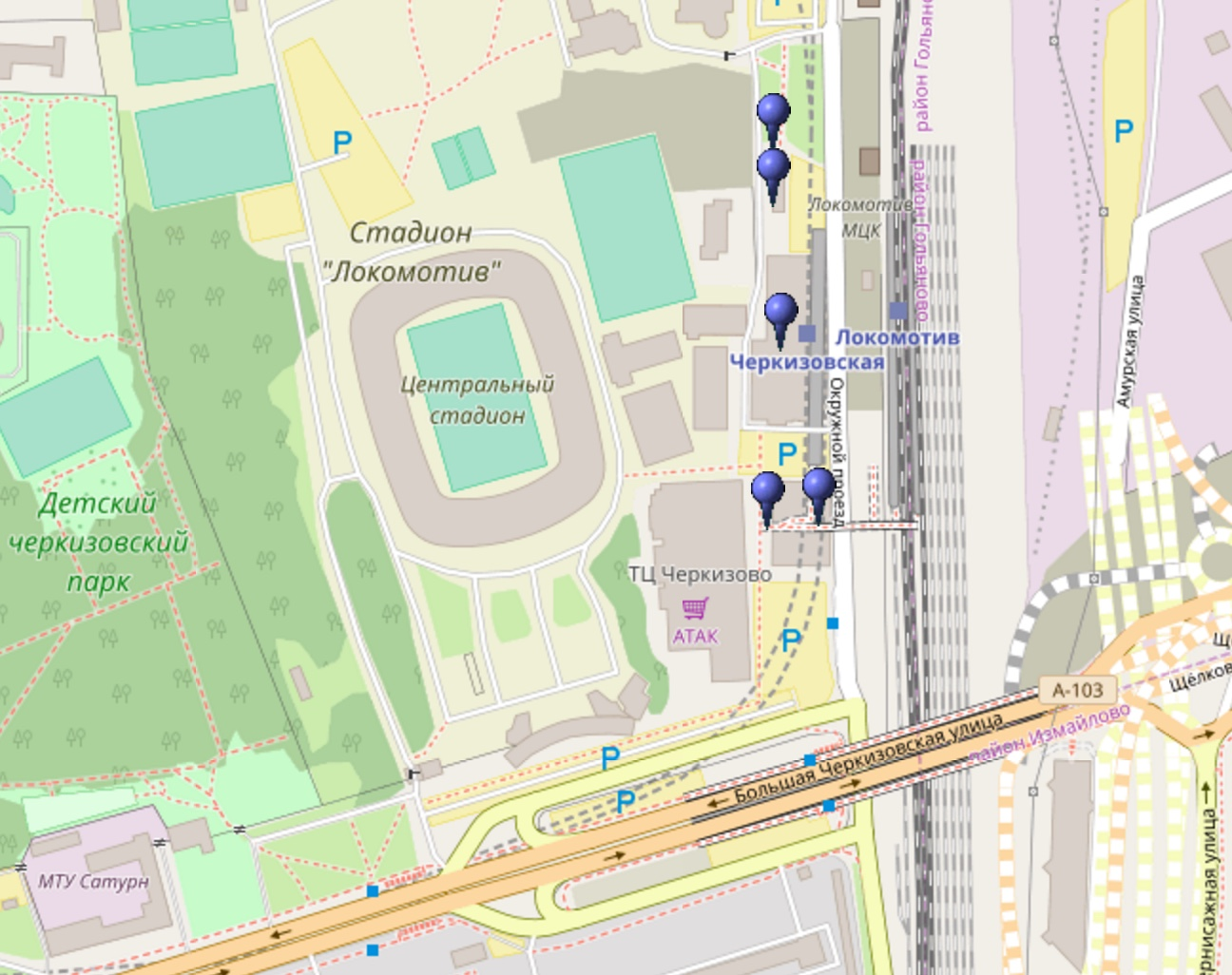
De plattegrond van de omgeving met het stadion